# Fosfatidiletanolamina

Estructura química de la fosfatidiletanolamina. Verde y azul: ácidos grasos; negro: glicerol, rojo: fosfato; violeta: etanolamina.

La fosfatidiletanolamina (PE) o cefalina es un fosfolípido presente en las membranas celulares, uno de los más abundantes en los tejidos humanos. Está compuesta por un glicerol esterificado en los 
hidroxilos 1 y 2 por dos ácidos grasos, y en el hidroxilo 3 con un grupo fosfato que, a su vez, se esterifica con el aminoalcohol etanolamina, un derivado del etanol.
La fosfatidiletanolamina posee mayoritariamente ácido palmítico, ácido esteárico u ácido oleico en posición 1 y un ácido graso poliinsaturado de cadena larga, como el ácido araquidónico, en posición 2. Es, junto con la fosfatidilcolina, uno de los fosfolípidos más frecuentes en la bicapa lipídica de las membranas celulares.

## Biosíntesis
La principal ruta metabólica de síntesis de fosfatidiletanolamina se produce en el retículo endoplasmático e implica diversos pasos:
1. Fosforilación de la etanolamina. El primer paso, catalizado por la enzima etanolamina quinasa transfiere un grupo fosfato del ATP a la etanolaminal, para formar fosfoetanolamina.
2. Formación de CDP-etanolamina. A continuación, la enzima fosfoetanolamina citidiltransferasa une una CTP a la fosfoetanolamina, para formar CDP-etanolamina.
3. La reacción final está catalizada por la fosfoetanolamina citidilitransferasa que une la CDP-etanolamina a un diacilglicérido, liberando CMP.

Otra vía de formación de fosfatidiletanolamina, si bien minoritaria, se da en las mitocondrias de los hepatocitos. La fosfatidiletanolamina se forma por descarboxilación de la fosfatidilserina.